# سطح القناة (هندسة)

سطح القناة: حيث مراكز الكرات تنتمي لمنحنى حلزوني مستوي

سطح القناة هو سطح ناتج عن حركة كرة نصف قطرها متغير على طول منحنى فضائي يُسمى المنحنى المركزي، بحيث يتبع مركز الكرة هذا المنحنى. يُعرَّف السطح على أنه المغلف لهذه العائلة من الكرات. حالة خاصة منه هو السطح الأنبوبي، حيث يكون نصف القطر ثابتًا ويُلَف السطح حول المنحنى مثل الأنبوب.
في الهندسة الوصفية والإسقاطية، تُعد أسطح القناة مهمة بسبب تمثيلها عبر الإسقاطات العمودية أو القطاعات المستوية. على سبيل المثال، يمكن إسقاط سطح أنبوبي على مستوٍ باستخدام طرق مونج (Monge)، مما يبرز العلاقة بين المنحنى المركزي والدوائر الناتجة عن القطاعات العرضية.[بحاجة لمصدر]

## الاجراءات الهندسية لانشاء سلسلة قطبية لسطح قنوي
```
# أولاً، يتم الحصول على تقريب متعدد السطوح للكرة k باستخدام أوجه رباعية الأضلاع، بالاعتماد على محورين متقارنين: المحور العمودي والاستلقاء الأفقي.
```

1. يتم قطع k بحزمة من المستويات المارة بهذين المحورين وفقا لخطوط الطول والعرض—أي قطاعات دائرية. العلاقة التناسبية بين دوران خطوط الطول وانزلاق خطوط العرض تولّد شبكة من مربعات الأضلاع على سطح الكرة.
2. يُحدد كل رباعي كتقاطع بين خطي طول وخطي عرض.
3. يقطع مستوى كل رباعي الكرة k وفقا لدائرة.
4. يتم انشاء الكرة التي تمر بهذه الدوائر، مما أدى إلى ظهور عائلة من الكرات المتقاطعة مع بعضها البعض.
5. عن طريق تغليف هذه الكرات نحصل على سطح قنوي مرجعي
6. والذي، عند نسخة حول المحور العمودي للكرة k، نحصل على السلسلة القطبية الموضحة في الصورة المرفقة.

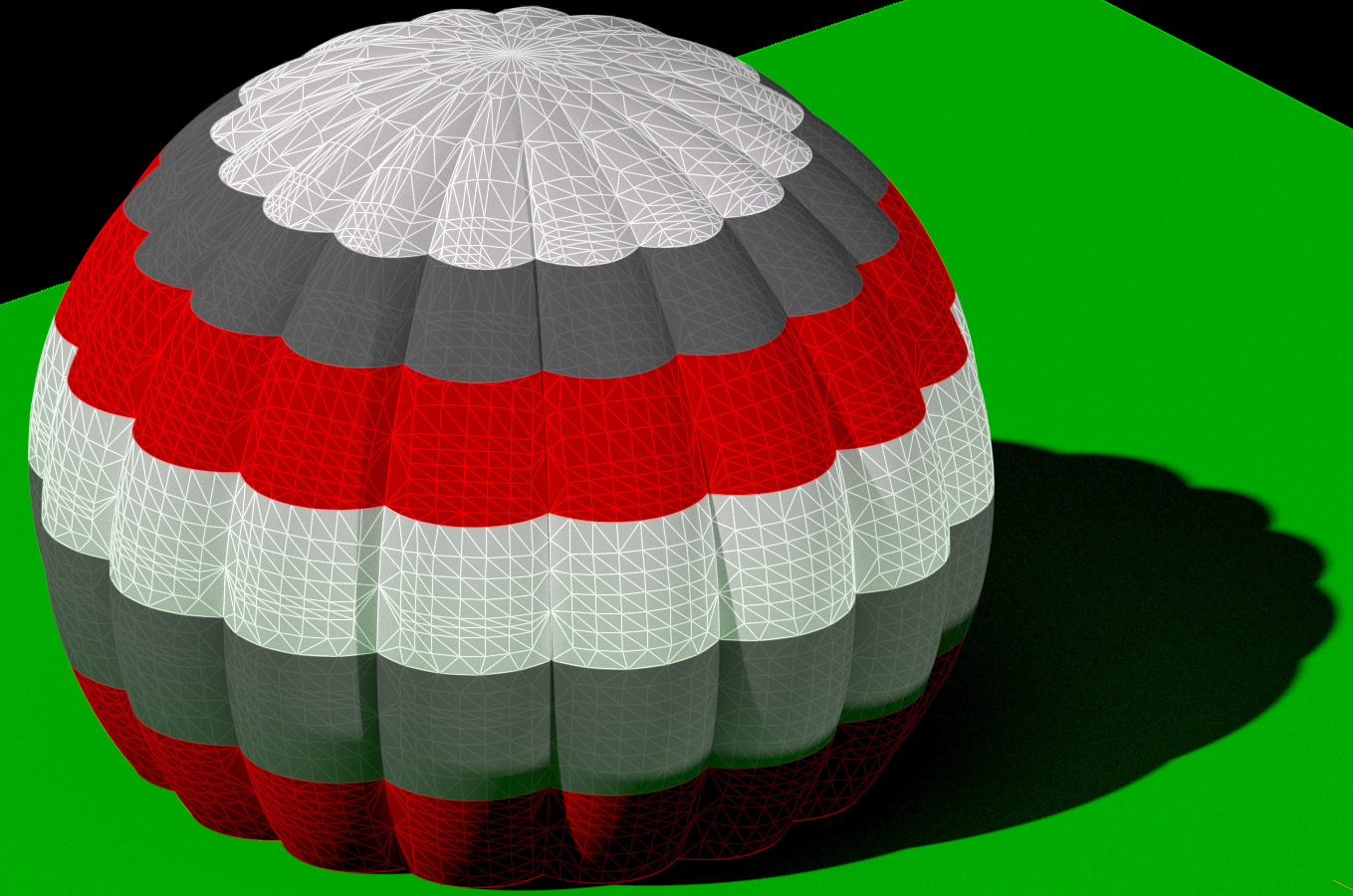

## معرض صور

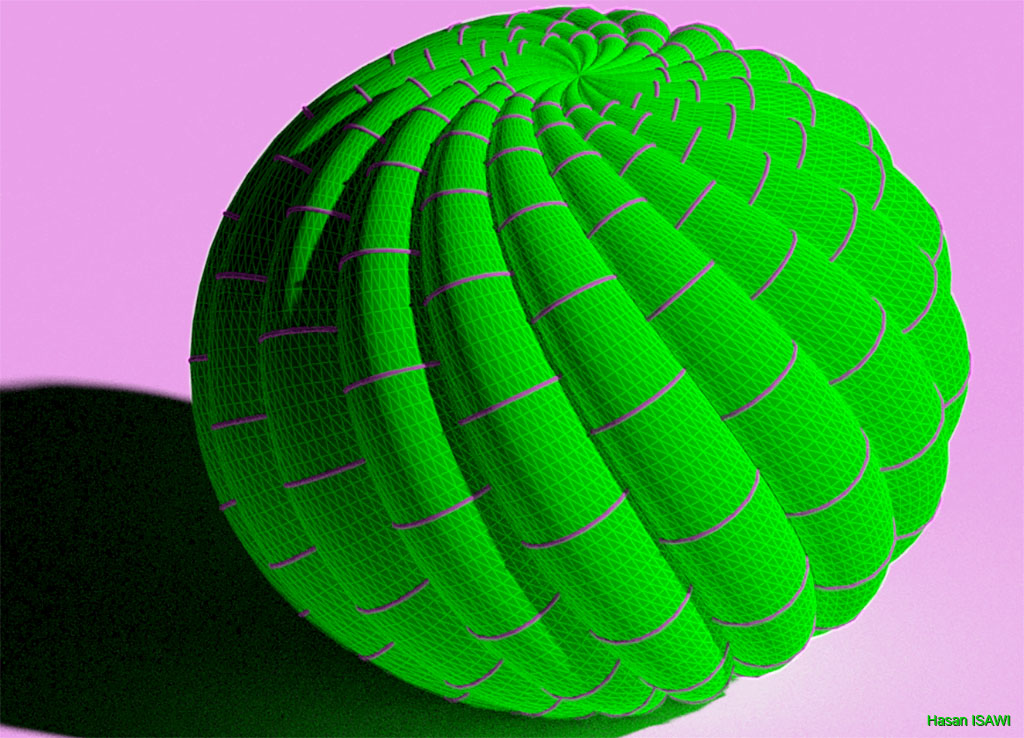
سلسلة قطبية من الاسطح الدويرية الحلزونية المتماسة لكرة
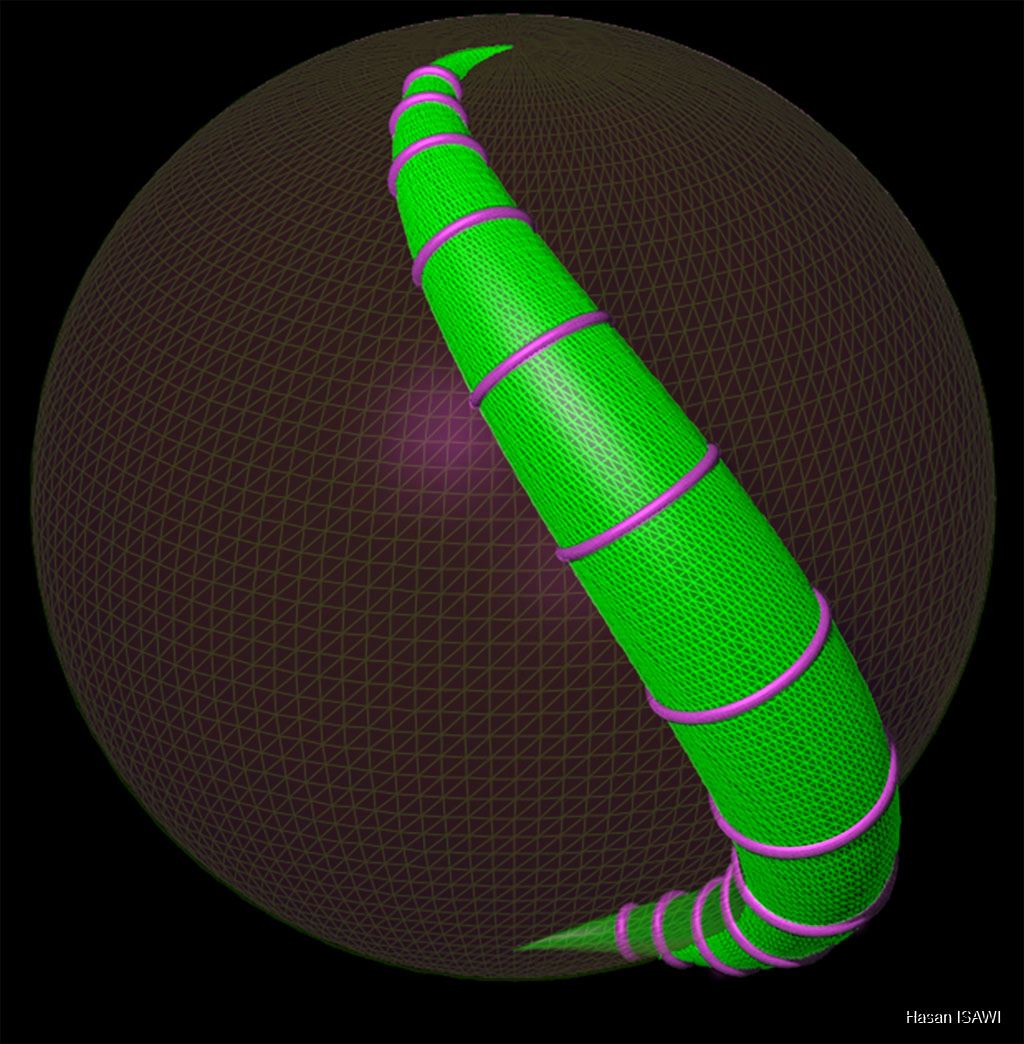
دويرية حلزونية عامة: سطح قناة بمنحى حلزوني متماس لكرة
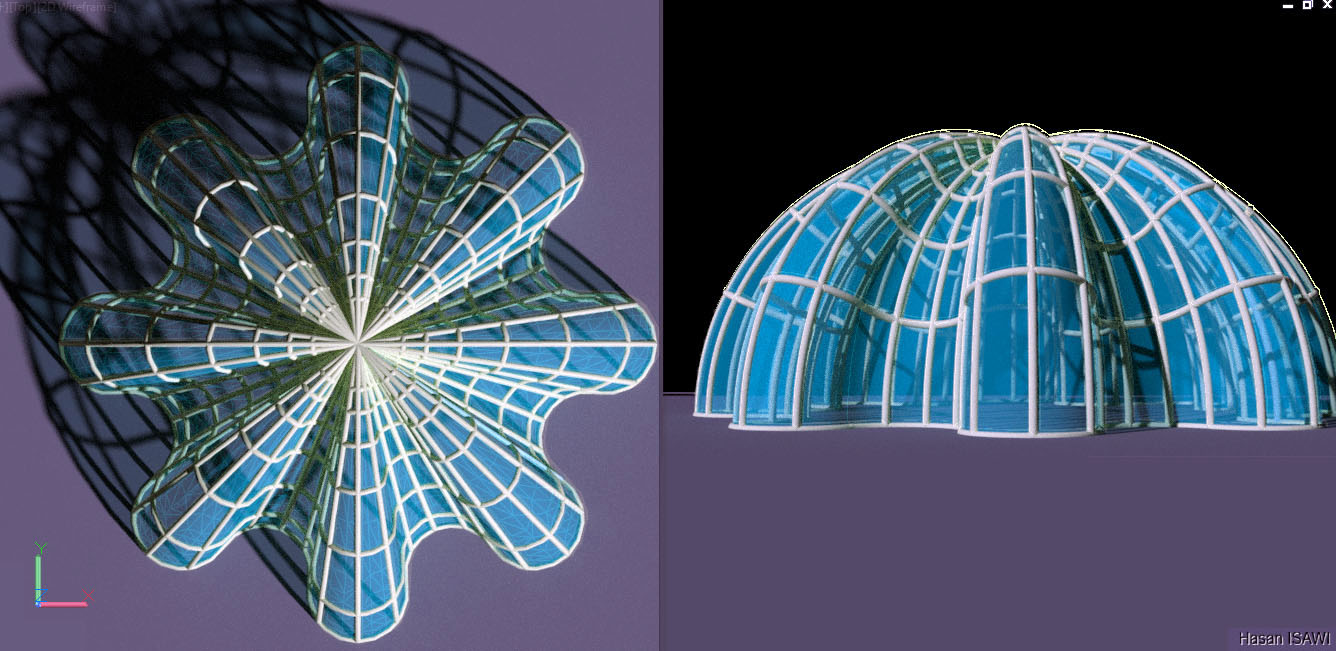
منظور لسلسلة قطبية من البتلات—أسطح نصف قنوية—المرتبة شعاعيا حول محور رأسي، والمتماسة لبعضها دون انقطاع، والتي لتشكيل الغلاف تتبادل بين الانحناء المحدب والانحناء المقعر
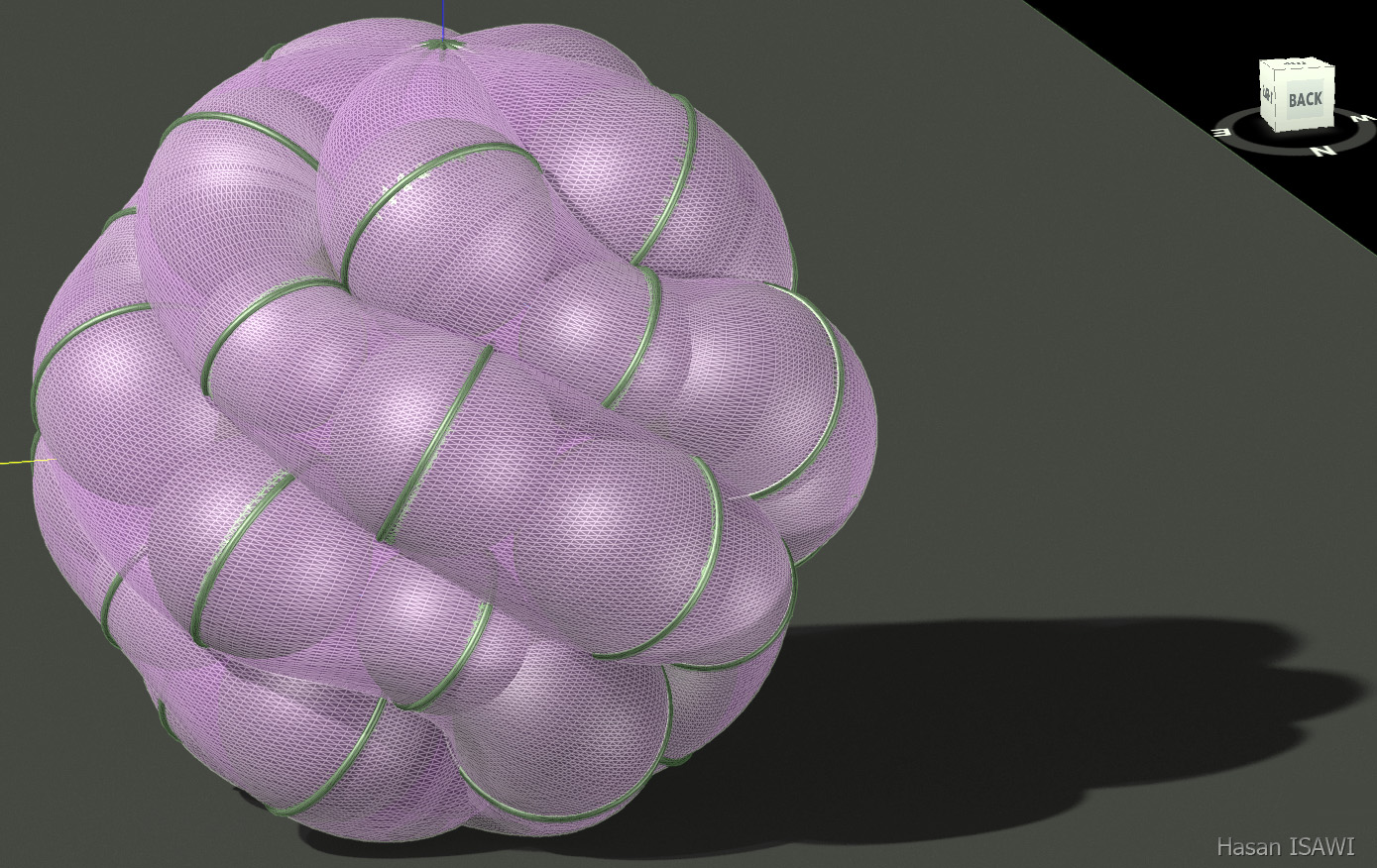
منظور من الاعلى لكرة مغطاة بالكامل بأسطح قنوية بمحور  حلزوني، مرتبة مركزيا حول المحور الرأسي للكرة نفسها. يشمل كل ابنوب كرات متماسة لبعضها البعض والتي انصاف اقطارها تتساوي بالتناوب اثنتين اثنتين؛ والنتيجة بشكل عام تشبه عقدة ضخمة ثلاثية الأبعاد.
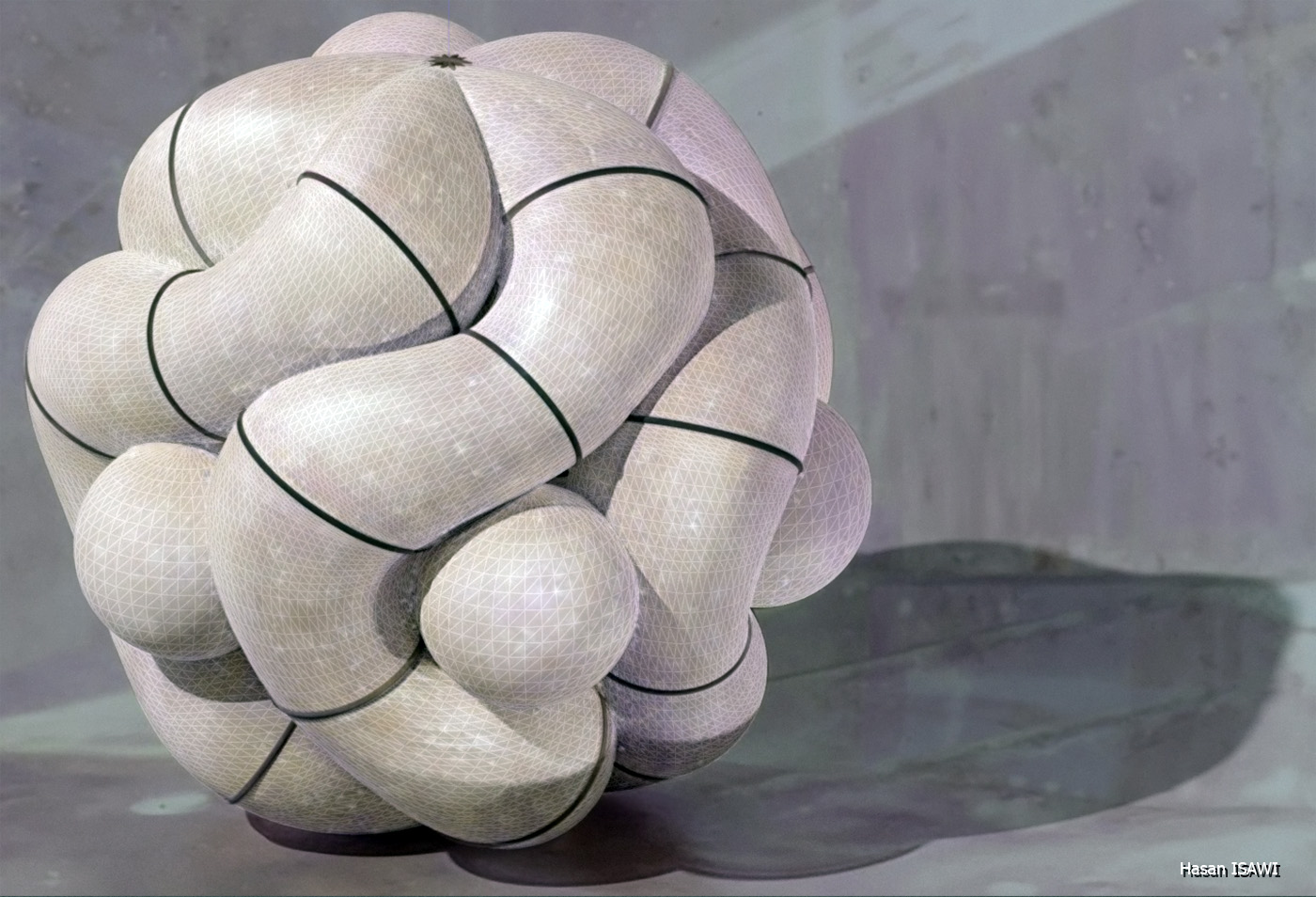
سلسلة قطبية لاسطح قنوية حلزونية حول كرة
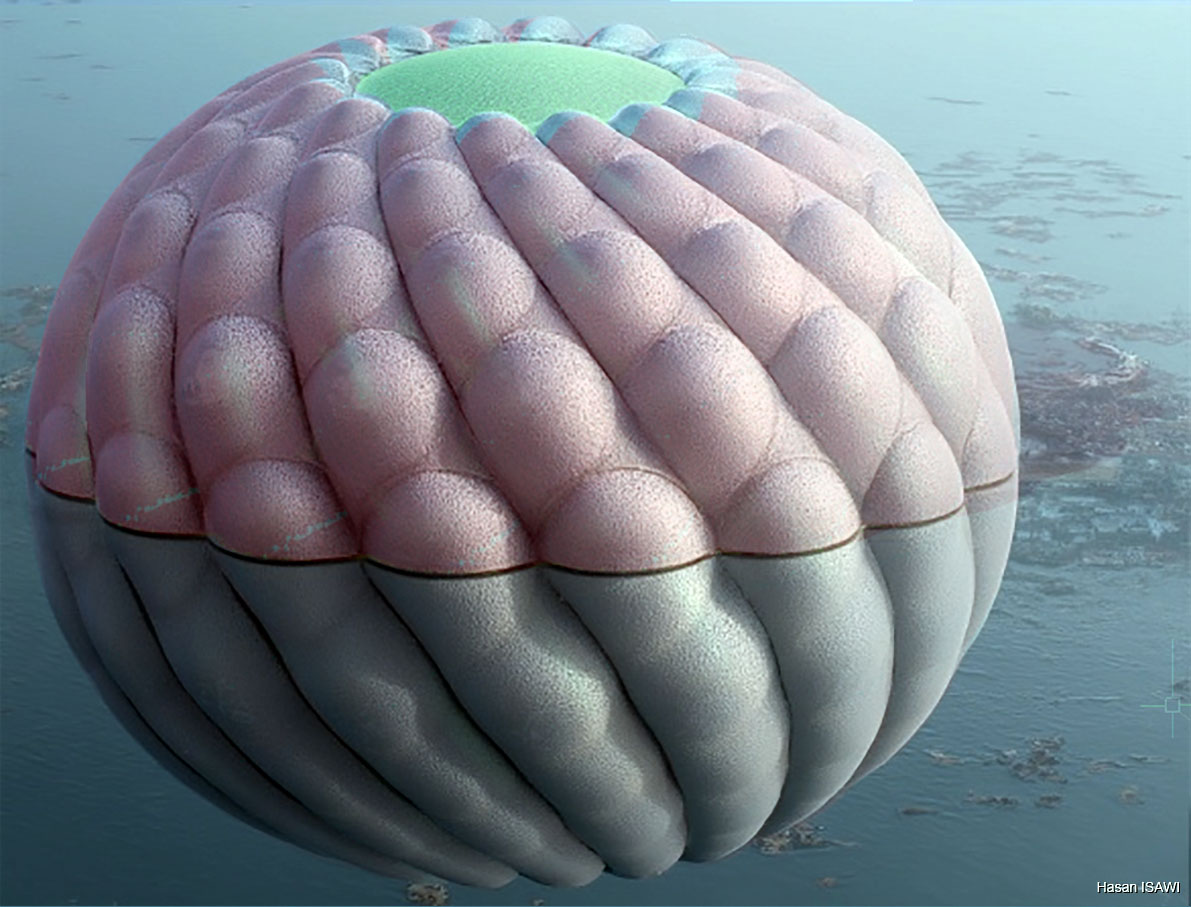
منظور من الأعلى لحجم كروي مغطى بسلسلة قطبية من الأسطح القنوية الحلزونية
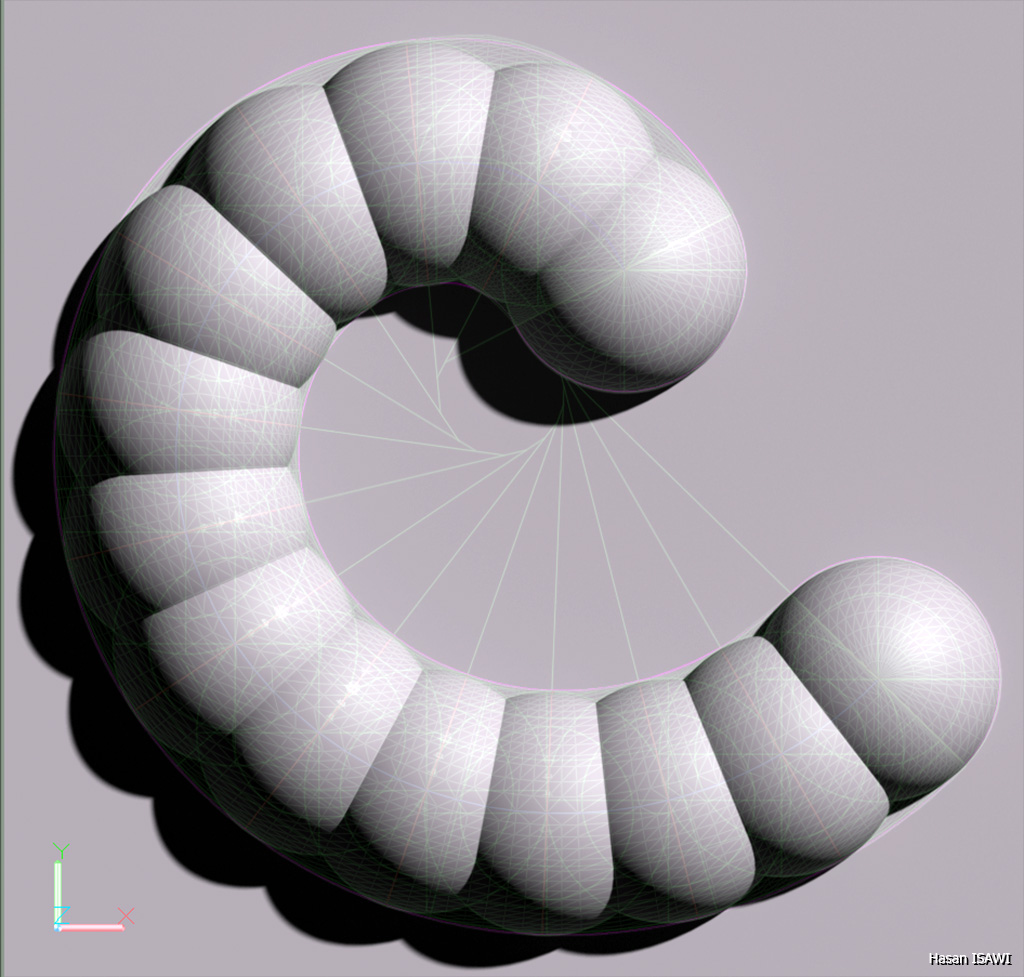
تفسير ثلاثي الابعاد لحلزون ثيودوروس باعتباره سطحا قنويًا (canal surface)

## طالع ايضا
- دويرية دوبين